# Шихан (компания)

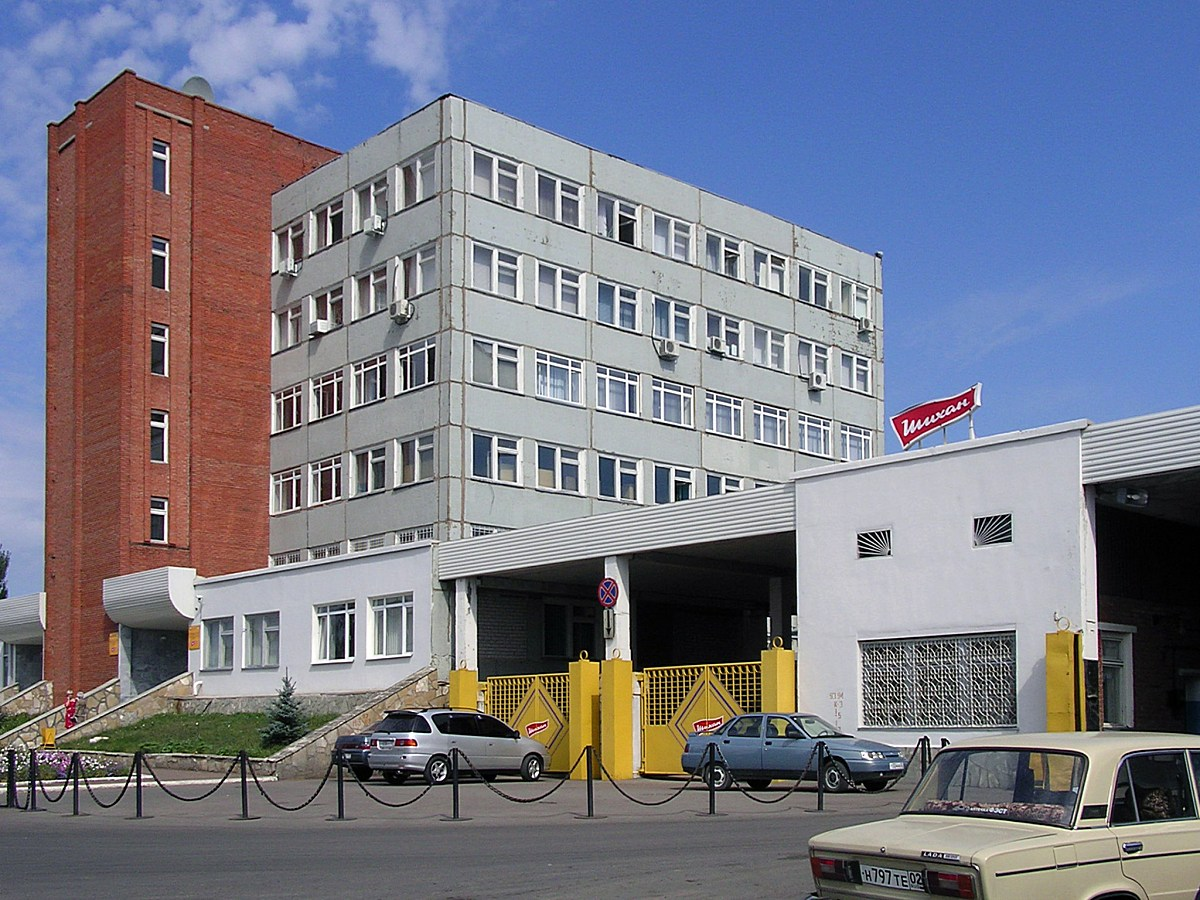
Комбинат пиво-безалкогольных напитков «Шихан»

Филиал «Шихан» ООО «Объединенные пивоварни — холдинг» — завод по производству пиво-безалкогольных напитков «Шихан».

## История
Официально история пивоварения в Стерлитамаке берёт своё начало еще в XIX веке, а именно в 1884 году, когда был учреждён пивоваренный завод, принадлежавший стерлитамакскому купцу Сергею Александровичу Дезорцеву.
В 1919 году завод был национализирован и стал выпускать безалкогольные напитки.
К концу 30-х здание завода использовалось в других целях — там находился магазин швейных изделий, однако в 1939 году началась работа по восстановлению завода и выпуску пива.
В 50-е годы произведена реконструкция завода: построена котельная, работавшая на угле; забетонированы полы; деревянные чаны заменили металлические. По постановлению Совета Министров БАССР «О развитии производства товаров народного потребления и улучшения бытового обслуживания населения Башкирской АССР» от 10 августа 1956 года началось строительство нового завода, которое предполагалось закончить через два года. По проекту мощность завода составляла 16 т. гл. пива в год.
Началом современного этапа истории Стерлитамакского пиво-безалкогольного комбината принято считать апрель 1984 года, когда на вновь отстроенных производственных площадях запустили первую линию розлива. Мощность завода составляла 720 гл. пива в год. На предприятии было установлено технологическое оборудование производства Чешской республики.
Сначала выпускались сорта пива «Жигулевское» и «Ячменный колос». Позже были освоены такие сорта светлого пива, как: «Славянское», «Бархатное», «Мартовское» и многие другие. С 1990 года завод ведёт разработку своих фирменных сортов пива. В 1992 году начинается выпуск новых сортов пива, разработанных пивоварами комбината по оригинальной рецептуре — «Шихан», «Седой Урал», «Берхомут», «Соляная пристань» и др.
В августе 2004 года завод вошёл в состав компании Heineken в России. Сегодня филиал «Шихан» является одним из крупнейших производителей пивобезалкогольной продукции в регионе.
В 2023 году Heineken продал российский бизнес, в том числе и завод «Шихан», группе компаний «Арнест».

## Безалкогольная продукция
Под брендом «Шихан» выпускаются: безалкогольные газированные напитки Лимонад, Дюшес, Шихан Кола и диетическая Шихан Кола.

## Пиво
- «Шихан светлое» — светлое, экстративность начального сусла 12 %, алкоголь не менее 4,7 %.
- «Шихан крепкое» — светлое, экстративность начального сусла 15,4 %, алкоголь не менее 6,8 %.
- «Седой Урал» — светлое, экстративность начального сусла 15 %, алкоголь не менее 6,0 %.
- «Шихан Живое» — непастеризованное, светлое, экстративность начального сусла 10,5 %, алкоголь не менее 4,4 %.
- Линейка корпоративных брендов[8]: «Три Медведя», «Охота», «Бочкарев», «ПИТ».